# 고 에다
《고 에다》(Elder Edda) 또는 《운문 에다》(Poetic Edda)란 저자 미상의 여러 고대 노르드어 시 작품들을 오늘날 집합적으로 일컫는 것이다. 여러 판본이 있지만, 아이슬란드어 필사본 《왕의 서》를 기본 텍스트로 삼는다. 《왕의 서》는 노르드 신화와 게르만 영웅전설의 가장 중요한 문헌으로서, 19세기 초 스칸디나비아 문학에 지대한 영향을 미쳤다. 여기에 직간접적으로 영향을 받은 사람으로는 빌헬름 에켈룬드, 아우구스트 스트린드베리, J. R. R. 톨킨, 에즈라 파운드, 호르헤 루이스 보르헤스, 카린 보예 등이 있다.
《왕의 서》는 13세기에 쓰여졌지만 1643년 스칼홀트 주교 브뤼뇰푸르 스베인손의 손에 들어오기 전까지는 어디에 있었는지 행방이 불명이다. 이 당시 스노리 스투를루손이 쓴 《신 에다》가 이미 알려져 있었으나, 그 내용 자체는 《왕의 서》에 실린 서사시들이 더 오래된 것이기에 이것을 고 에다라고 부르게 되었다. 브뤼뇰푸르는 《왕의 서》의 저자를 12세기 사제 세문드 프로디로 지목했으나, 오늘날의 학자들은 대개 이 견해를 부정하고 있다.
브뤼뇰푸르는 《왕의 서》를 덴마크 왕에게 진상했고, 1971년까지 코펜하겐 왕립도서관에 전시되어 있다가 아이슬란드로 반환되었다.

## 판본과 내용

### 신화 서사시
왕의 서 수록작
- 〈무녀의 예언〉
- 〈높으신 분이 말하기를〉
- 〈바프스루드니르가 말하기를〉
- 〈그림니르가 말하기를〉
- 〈스키르니르가 말하기를〉
- 〈하르바르드 음률시〉
- 〈휘미르의 서사시〉
- 〈로키의 말다툼〉
- 〈스륌의 서사시〉
- 〈볼룬드의 서사시〉
- 〈알비스가 말하기를〉

왕의 서 비수록작
- 〈발드르의 꿈〉
- 〈리그의 광상시〉
- 〈휜들라의 시〉
  - 〈무녀의 짧은 예언〉
- 〈스비프다그가 말하기를〉
  - 〈그로아의 주문가〉
  - 〈푤스빈느가 말하기를〉
- 〈그로티의 노래〉
- 〈오딘의 까마귀 주문가〉

### 영웅 서사시
헬기 서사시
- 〈훈딩을 죽인 자 헬기의 첫 번째 서사시〉
- 〈효르바르드의 아들 헬기의 서사시〉
- 〈훈딩을 죽인 자 헬기의 두 번째 서사시〉

니플룽 대계
- 〈신표틀리의 죽음에 대하여〉
- 〈그리피르의 예언〉
- 〈레긴이 말하기를〉
- 〈파프니르가 말하기를〉
- 〈시그드리파가 말하기를〉
- 〈시구르드의 서사시의 파편〉
- 〈구드룬의 첫 번째 서사시〉
- 〈시구르드의 짧은 서사시〉
- 〈브륀힐드의 저승 가는 길〉
- 〈니플룽 일족의 멸망〉
- 〈구드룬의 두 번째 서사시〉
- 〈구드룬의 세 번째 서사시〉
- 〈오드룬의 비가〉
- 〈아틀리의 서사시〉
- 〈그린란드의 아틀리 노래〉

요르문렉크 서사시
- 〈구드룬의 경고〉
- 〈함디르가 말하기를〉

왕의 서 비수록작
- 〈흘로드의 서사시〉
- 〈헤르보르의 서사시〉

## 같이 보기
- 노르드 신화